# 丁螺環酮
丁螺環酮(Buspirone；8-[4-[4-(2-pyrimidinyl)-1- piperazinyl]butyl]-8-aza- spiro[4.5]decane-7,9- dione monohydrochloride）是一種對精神病有效的藥物，主要用於治療焦慮症。一般藥品都採用鹽酸丁螺環酮(Buspirone HCl)的形式，是一種白色的結晶體。
Buspirone在1986年由Bristol-Myers Squibb (BMS)向美國食物及藥品管理局取得許可，其專利於2001失效。丁螺环酮的专利在2001年到期，丁螺环酮是现在可以作为通用名药物。

## 医疗用途
丁螺环酮是被美國食物及藥品管理局批准的焦虑症和焦虑症状的短期缓解的治疗药物。可溶於水。有兩種形式：錠裝或粉裝
現時鹽酸丁螺環酮藥物的主要品牌如下：
Ansial®; Ansiced®; Anxiron®; Axoren®; Bespar®; Buspar®; Buspimen®; Buspinol®; Buspisal®; Narol®
本藥物的最小劑量為2.5毫克，藥物有5毫克、10毫克、20毫克等不同分量，都可以讓病者把藥片從中間切開，以減低服用量。
丁螺環酮的好處，在於它與傳統的抗焦慮處方，如：苯二氮䓬類藥物（benzodiazepine），令病人依賴的程度相對低得多，而且，亦不會對病者的肝功能構成影響。丁螺環酮並不會使人昏昏欲睡,但副作用包括:困倦、頭痛等等. 它的作用機理相信是以影響腦內的神經傳導物質血清素 , 特別是作為5-HT1A受體的部分激動劑 . 本藥物由Bristol-Myers Squibb公司開發，並於1986年取得美國食物及藥品管理局的許可。本藥品的專利於2001年完結。

## 濫用及依賴
活性炭被认为是一种有效的药物过量的治疗，设定的病人被迅速治疗。预计症状（基于375毫克/天治疗男性健康志愿者的症状 - 对比在澳大利亚，英国和美国许可的每日最大剂量）：
- 噁心
- 頭痛
- 呕吐
- 头晕
- 胃腸不適
- 缩瞳（英语：Miosis）
- 心律不整（心跳過速）

Buspirone 並非與傳統鎮定劑一樣會使人依賴成癮的濫用藥物。

## 药理与机制
丁螺环酮用作血清素5-HT1A受体部分激动剂（IS=0.465）。正是此操作，被认为能介导其抗焦虑和抗抑郁作用。

## 合成

丁螺環酮的合成:

### 类似物
- 坦度螺酮